# Inga sellowiana
Inga sellowiana é uma espécie vegetal da família Fabaceae.
Apenas pode ser encontrada no Brasil.